# Monacon malaicum
Monacon malaicum är en stekelart som beskrevs av Boucek 1980. Monacon malaicum ingår i släktet Monacon och familjen gropglanssteklar. Inga underarter finns listade i Catalogue of Life.